# Zama (novela)
Zama es la segunda novela del escritor argentino Antonio Di Benedetto, publicada en 1956 por Ediciones Doble P, considerada por muchos como la obra maestra de su autor.
La novela narra la historia de don Diego de Zama, un funcionario de la corona española del siglo XVIII que, empleado en Paraguay, espera su trasladado a Buenos Aires.
Juan José Saer se refirió a esta obra, junto con El silenciero (1964) y Los suicidas (1969), con las que formaría «una especie de trilogía», como «uno de los momentos culminantes de la narrativa en lengua castellana de nuestro siglo». Además, escritores como Julio Cortázar, Roberto Bolaño y J. M. Coetzee han insistido en su innovación y calidad novelística. Sumado a lo anterior, su traducción al inglés y la adaptación cinematográfica a cargo de Lucrecia Martel han contribuido a la valoración de Zama no sólo la novela más destacada dentro de la producción de su autor, sino como una de las más importantes de la literatura argentina y latinoamericana del siglo XX.

## Recepción

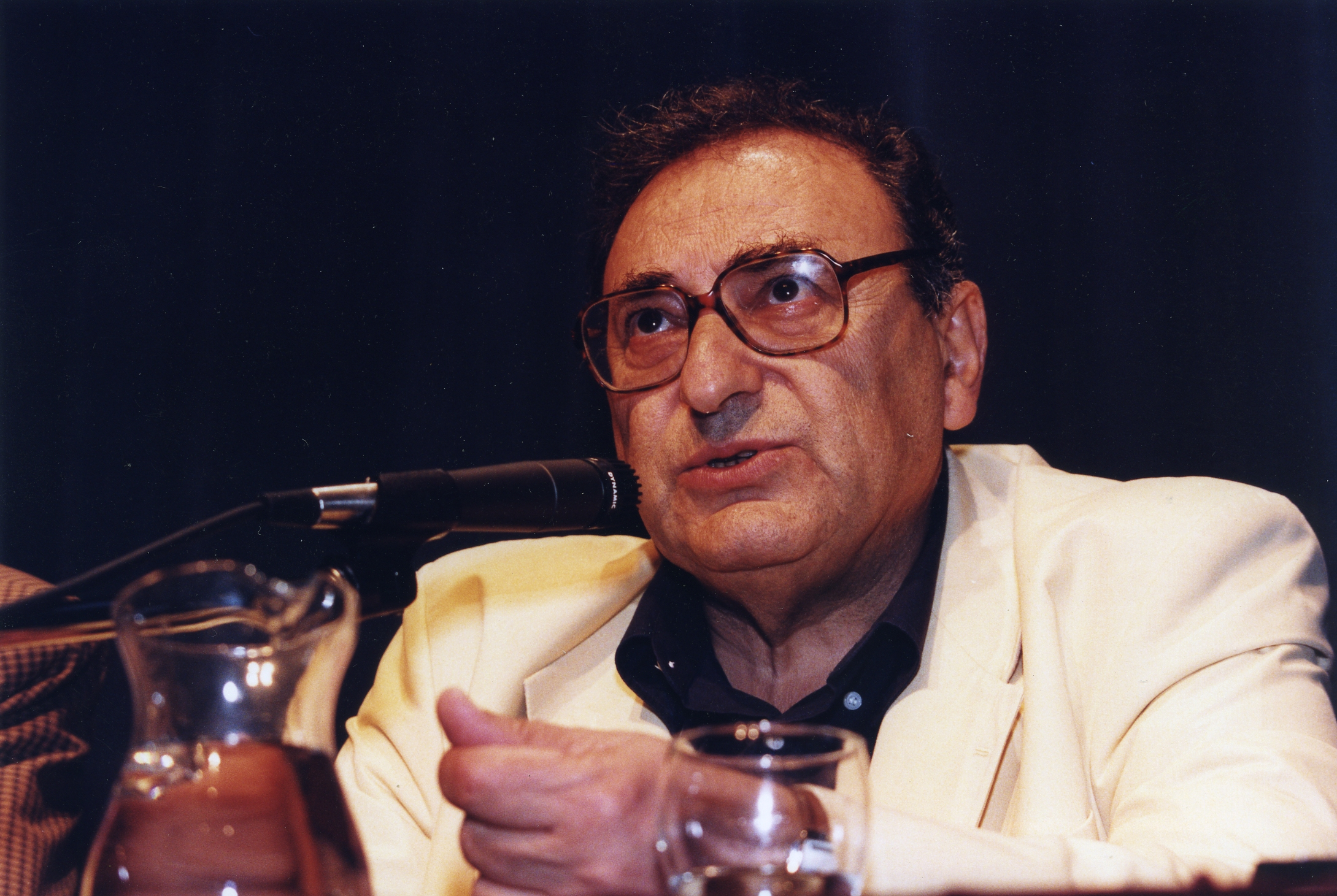
Juan José Saer consideró al texto «uno de los momentos culminantes de la narrativa en lengua castellana de nuestro siglo».

A pesar de que la obra de Di Benedetto fue ignorada en su época, Zama hoy es considerada como una de las novelas más destacadas de la literatura argentina y la latinoamericana del siglo XX, llegando incluso a ser caracterizada por Juan José Saer como un hito de la narrativa en español de su siglo. Roberto Bolaño utilizó la novela como parte de la narración de su cuento «Sensini», inspirado en Di Benedetto. Por su parte, J. M. Coetzee consideró al libro como «el más interesante» de todos los del autor.
De igual forma, la traducción al idioma inglés de la novela a cargo de Esther Allen y publicada en 2016 atrajo iguales críticas laudatorias. Sobre ella, Benjamin Kunkel, crítico de The New Yorker, dijo: «¿Puede ser que la Gran Novela Americana haya sido escrita por un argentino? De todos modos, es difícil pensar en una novela superior sobre la vida sangrienta de la frontera».

## Adaptación cinematográfica
En el año 2017, la cineasta argentina Lucrecia Martel realizó una adaptación cinematográfica de la novela que fue bien recibida por parte de la crítica, además de haber sido seleccionada para representar a la Argentina en la 90.ª edición de los Premios Óscar en la categoría de Mejor película de habla no inglesa.